# 塞内斯德亚尔库维耶雷
塞内斯德亚尔库维耶雷，是西班牙阿拉贡自治区韦斯卡省的一个市镇。总面积21平方公里，总人口52人（2001年），人口密度2人/平方公里。